# Zoltán Dömötör
Zoltán Dömötör (ur. 21 sierpnia 1935 w Budapeszcie, zm. 20 listopada 2019 tamże) – węgierski piłkarz wodny. Trzykrotny medalista olimpijski.
Na igrzyskach startował trzy razy i za każdym razem z drużyną waterpolistów sięgał po medale, największy sukces odnosząc w Tokio (złoto). Dwukrotnie był mistrzem Europy (1958 i 1962).
Był również mistrzem Europy w pływackiej sztafecie 4 × 200 m stylem dowolnym w 1954 w Turynie.